# Комит священных щедрот
Комит священных щедрот (лат. comes sacrarum largitionum, др.-греч. κόμης τῶν θείων θησαυρῶν) — должность высокопоставленных финансовых чиновников в поздней Римской и ранней Византийской империях.
Должность высшего финансового чиновника появилась в период Принципата и сменила несколько наименований. До Адриана она называлась лат. rationibus, затем до Марка Аврелия — лат. procurator a rationibus и, наконец, rationalis. Точно время учреждения её не известно, согласно общепринятым представлениям это произошло около 318 года в ходе реформ Константина Великого, при этом первые упоминания о ней датируются 342 и 345 годами. Носитель этой должности имел в своём ведении налоги, не относящиеся к компетенции преторианского префекта — хрисаргир, налоги с сенаторов (лат. follis senatoria), таможен и т. н. «произвольные платежи». В ранний период в его ведении также находился налог sacrarum aerarium, собираемый провинциальными представителями в звании comites largitionum, например comites largitionum per Italiam. Доходы с личных земель императора были выведены из управления этого комита и переданы комиту частного имущества не позднее 379 года. Комит священных щедрот занимался также управлением государственными шахтами, мельницами, монетными дворами и красильнями. С 372 года комит священных щедрот по званию считался выше проконсула, а с 390 года эти комиты стали носить звание vir illustris.
Штат комита священных щедрот включал центральный аппарат, состоящий из большого числа занимавшимися разными вопросами бюро, т. н. скриний, и многочисленных служащих в провинциях. Каждая скриния возглавлялась примицерием, над которыми начальником был лат. primicerius totus officii, занимавший свой пост два года до 416 года и только один год после.
Юридические полномочия этого комита касались не только вопросов налогообложения, но и с 425 года своих служащих. С отменой хрисаргира в правление Анастасия I роль комита священных щедрот стала уменьшаться. В последний раз должность упоминается при императоре Фоке, после чего его полномочия были переданы сакеллариям и логофетам геникона.